# فدراسیون فوتبال مالی
فدراسیون فوتبال مالی (فرانسوی: Fédération Malienne de Football, FMF‎) نهاد اداره‌کننده مسابقات فوتبال و فوتسال در کشور مالی است.
این فدراسیون که در سال ۱۹۶۰ تأسیس شده عضو کنفدراسیون فوتبال آفریقا و فیفا نیز می‌باشد و مقر آن در شهر باماکو است.